# Kościół św. Trójcy w Toruniu
Kościół św. Trójcy w Toruniu – dawna świątynia ewangelicka, mieszcząca się na Rynku Nowomiejskim w Toruniu 28. Została wybudowana w stylu arkadowym.

## Historia
Wcześniej na tym miejscu stał gotycki Ratusz Nowomiejski, zamieniony w 1668 roku na kościół ewangelicki (luterański) pod wezwaniem Trójcy Św. W 1787 roku została zniszczona wieża kościoła. Podczas wojen napoleońskich świątynia pełniła funkcję lazaretu. Budynek został ostrzelany przez artylerię. Na skutek złego stanu technicznego przystąpiono w czerwcu 1818 roku do jego rozbiórki. Nieznana jest data zamontowania pierwszego zegara w budynku. Najstarszym źródłem o zegarze jest dokument jego sprzedaży z 1713 roku. Nowy zegar wykonał po 1730 roku mistrz toruński Abraham Willow. Mechanizm istniał przez kilkadziesiąt lat.
W latach 1819–1824 wybudowano nowy budynek, według projektu Karla Friedricha Schinkla, opracowanego w 1818 roku. Kościół swoją fasadą przypominał kościół w Hemer w Westfalii. 25 października 1820 roku doszło do wypadku, w wyniku którego zginęło pięć osób. Po wypadku zmodyfikowano plan kościoła na halowy. Plany zakładały wybudowanie ambony i kazalnicy, jednak ostatecznie one nie powstały. 31 października 1824 roku kościół został oddany nowomiejskiej gminie ewangelickiej. Ze świątyni korzystali również ewangelicy z parafii w Mokrem. W tym samym roku na wieży kościelnej zamontowano nowy zegar.
W 1882 roku zamontowano na wieży zegar oraz organy zbudowane przez niemiecką firmę Sauera. Do 1927 roku w budynku znajdował się Ewangelicki Kościół Unijny w Polsce. Od 27 lutego 1927 roku do września 1939 budynek pełnił funkcję cerkwi prawosławnej św. Mikołaja.
Podczas II wojny światowej w budynku mieściły się magazyny. W latach 1945–1949 we wnętrzu mieściła się hala targowa, następnie magazyn. Po 1989 roku budynek przejęła fundacja Tumult, która po przeprowadzeniu remontu przystosowała go na salę kinową i własne potrzeby.